# FS ALe 642
Die Triebwagen der Baureihen ALe 642 der italienischen Ferrovie dello Stato (FS) sind leichte  Elektrotriebwagen, von denen Anfang der 1990er Jahre 60 Stück beschafft wurden.

## Einsatz
Die Triebwagen haben nur einen Führerstand und werden deshalb immer mindestens mit dem zugehörigen Steuerwagen Le 682 eingesetzt. Es können zusätzlich ein bis zwei Zwischenwagen Le 764 eingereiht werden. Die Züge sind wegen geänderter Steuerstromkreise nicht kompatibel mit den vorhergehenden Zügen, den Triebwagen ALe 724 oder ALe 582. Die ALe 642 trugen anfangs den orangen MDVE-Anstrich, der in den 1990er Jahren der grünen XMPR-Farbgebung wich.

## Technik
Die zwischen 1991 und 1995 gelieferter Serie umfasste 60 Triebwagen, 24 Steuerwagen und 48 Zwischenwagen. Sie ist eine Weiterentwicklung der Triebwagen ALe 582 und der dazu gehörenden Steuer- und Zwischenwagen, die Ende der 1980er Jahre geliefert wurden. Neben den geänderten Steuerstromkreisen wurde der Triebwagen wieder auf reine 2.-Klasse-Bestuhlung umgestellt und im Steuerwagen das Gepäckabteil entfernt und zusätzliche Plätze 2. Klasse untergebracht.
Die Triebwagen sind mit vier Fahrmotoren ausgerüstet, die über Chopper mit Energie versorgt werden. Die elektrische Bremse kann sowohl als Nutzbremse wie auch als Widerstandsbremse betrieben werden. Ein statischer Hilfsbetriebeumrichter erzeugt 380 V 50 Hz Wechselstrom zur Versorgung der Hilfsbetiebe.